# Apogonia alkmaarensis
Apogonia alkmaarensis är en skalbaggsart som beskrevs av Heller 1914. Apogonia alkmaarensis ingår i släktet Apogonia och familjen Melolonthidae. Inga underarter finns listade i Catalogue of Life.